# Bangbayang (Gekbrong)
Bangbayang is een bestuurslaag in het regentschap Cianjur van de provincie West-Java, Indonesië. Bangbayang telt 6666 inwoners (volkstelling 2010).